# Oxyelaea stefaniae
Oxyelaea stefaniae är en bönsyrseart som beskrevs av Atilio Lombardo 1989. Oxyelaea stefaniae ingår i släktet Oxyelaea och familjen Tarachodidae. Inga underarter finns listade i Catalogue of Life.